# Hyōnosen-Ushiroyama-Nagisan-Quasi-Nationalpark
Der Hyōnosen-Ushiroyama-Nagisan-Quasi-Nationalpark (japanisch 氷ノ山後山那岐山国定公園 Hyōnosen Ushiroyama Nagisan kokutei kōen) ist ein Quasi-Nationalpark in Japan. Der am 10. April 1969 gegründete Park erstreckt sich über eine Fläche von ca. 488 km².
Der Quasi-Nationalpark teilt sich dabei in drei Gebiete um die jeweils namensgebenden Berge auf:
- Hyōnosen (jap. 氷ノ山, Hyōnosen)
- Ushiroyama
- Nagisan (jap. 那岐山, Nagisan)

Mit der IUCN-Kategorie V ist das Parkgebiet als Geschützte Landschaft/Geschütztes Marines Gebiet klassifiziert. Die Präfekturen Hyōgo, Tottori und Okayama sind für die Verwaltung des Parks zuständig.

## Galerie

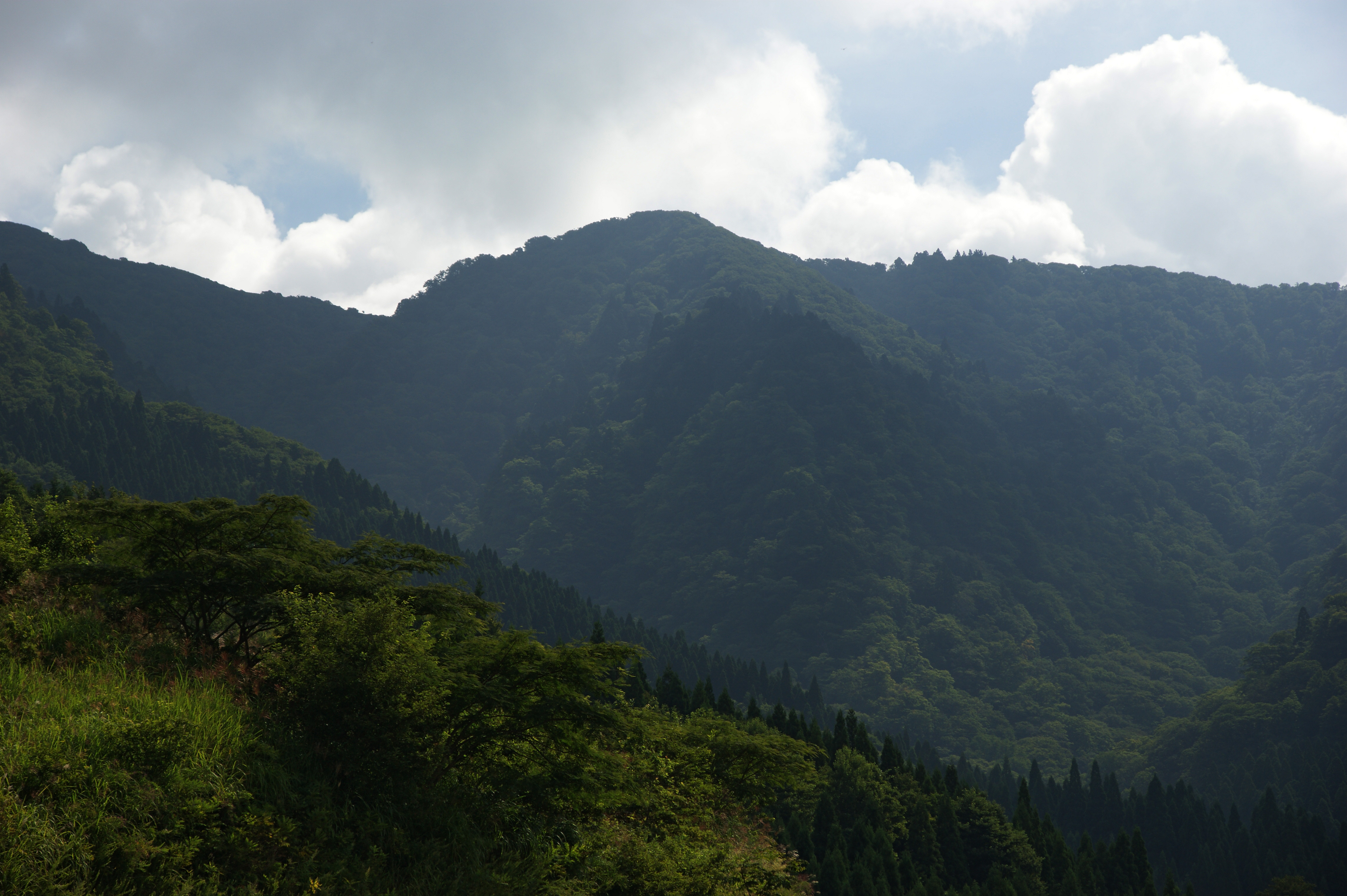
Der Hyōnosen von Wakasa (Tottori) aus gesehen
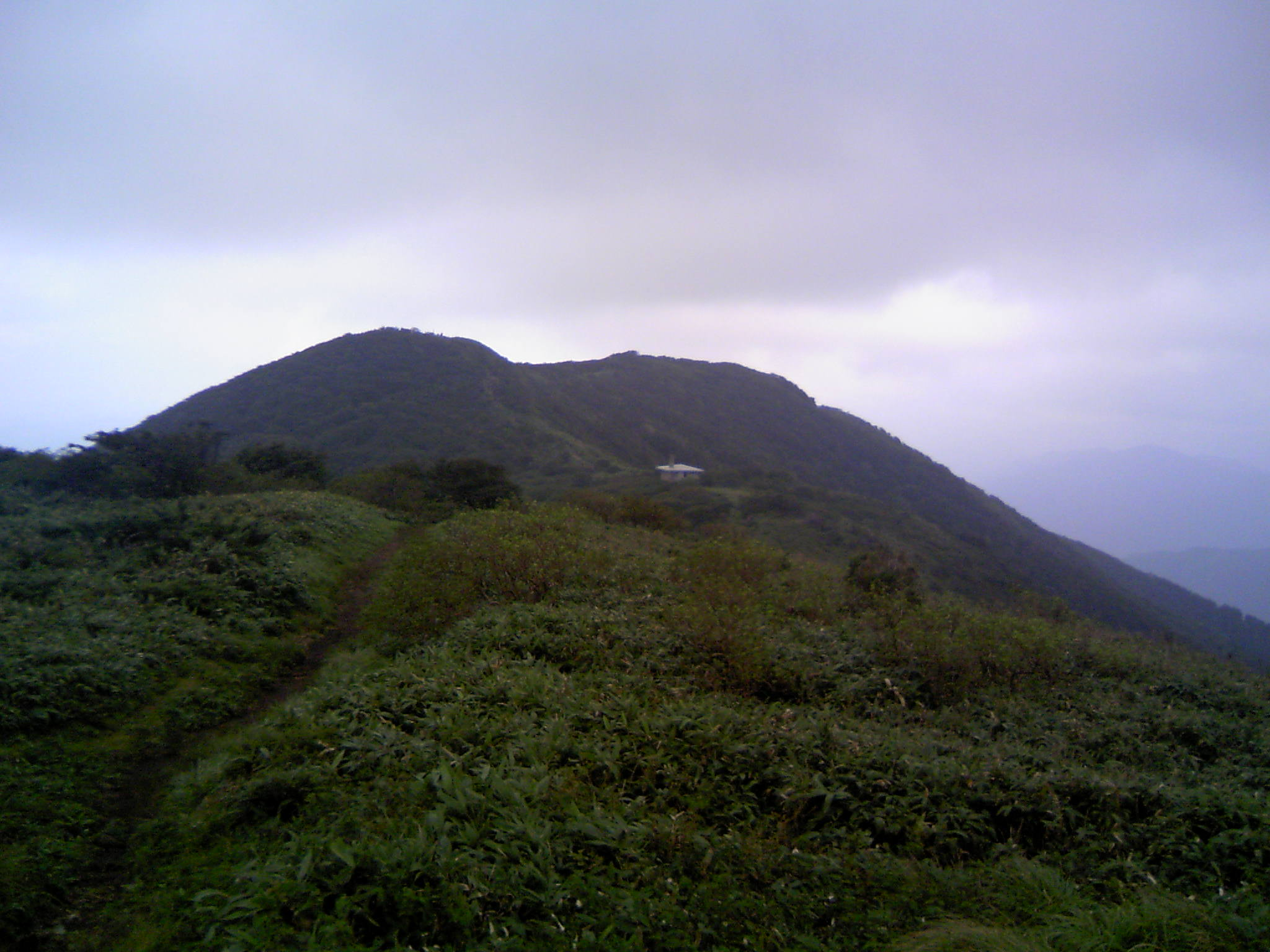
Der Nagisan